# Angus, Earl of Moray
Angus, Earl of Moray (auch Óengus; † 1130 bei Stracathro) war ein schottischer Adliger und Rebell.
Angus war wahrscheinlich ein Sohn einer Tochter von König Lulach, damit entstammte er mütterlicherseits dem Haus Alpin. Er wurde als Earl bzw. als Mormaer von Moray, in irischen Quellen sogar als König von Moray bezeichnet. 1130 verbündete er sich mit Malcolm Macheth und erhob aufgrund seiner königlichen Abstammung Anspruch auf den schottischen Thron. Mit seinem in Nordschottland aufgestellten Aufgebot fiel er in Scotia ein, während der schottische König David I. zu Besuch am englischen Königshof war. Bei Stracathro in Angus wurden die Rebellen jedoch von einem Aufgebot unter dem Befehl des königlichen Constable Edward geschlagen. Angus fiel im Kampf. Sein Verbündeter Malcolm Macheth setzte den Kampf fort, bis er 1134 gefangen genommen wurde.
Angeblich soll der spätere Rebell Wimund ein Sohn von Angus gewesen sein. Eine Cousine oder eine Schwester von Angus heiratete vermutlich Donald Ban Macwilliam, der dadurch einen Anspruch auf den schottischen Thron erwarb und in den 1180er Jahren eine Rebellion gegen die schottische Krone führte.